# Pandanus yirrkalaensis
Pandanus yirrkalaensis är en enhjärtbladig växtart som beskrevs av Harold St.John. Pandanus yirrkalaensis ingår i släktet Pandanus och familjen Pandanaceae. Inga underarter finns listade.